# 2019–2020-as magyar férfi kézilabda-bajnokság (első osztály)
A 2019–2020-as magyar férfi kézilabda-bajnokság első osztálya a bajnokság 69. kiírása volt.
A bajnokság címvédője a Telekom Veszprém csapata volt.
A koronavírus-járvány miatt a bajnokságot 2020 áprilisában félbeszakították. Bajnokot nem avattak.

## Résztvevő csapatok
A bajnokság ezen szezonjában is 14 csapat indult. Az előző idény végén kiesett az élvonalból a Ceglédi KKSE és a Vecsés SE, helyükre az NB I/B két csoportjának győztese, az Orosházi FKSE és a Váci KSE jutott fel.
| Csapat            | Székhely          | Aréna                          | Befogadóképesség |
| ----------------- | ----------------- | ------------------------------ | ---------------- |
| Balatonfüredi KSE | Balatonfüred      | Balatonfüredi Szabadidőközpont | 0712             |
| Budakalász KC     | Budakalász        | Budakalászi Sportcsarnok       | 0400             |
| Csurgói KK        | Csurgó            | Sótonyi László Sportcsarnok    | 1200             |
| Dabas VSE KC      | Dabas             | OBO Aréna                      | 1920             |
| SBS-Eger          | Eger              | Kemény Ferenc Sportcsarnok     | 0875             |
| Ferencvárosi TC   | Budapest, IX. ker | Elek Gyula Aréna               | 1300             |
| Gyöngyösi KK      | Gyöngyös          | Dr. Fejes András Sportcsarnok  | 1500             |
| Komlói BSK        | Komló             | Komlói Sportközpont            | 0800             |
| Mezőkövesdi KC    | Mezőkövesd        | Városi Sportcsarnok            | 0850             |
| Orosházi FKSE     | Orosháza          | Eötvös Sportcsarnok            | 0740             |
| MOL-Pick Szeged   | Szeged            | Újszegedi Sportcsarnok         | 3200             |
| Tatabánya KC      | Tatabánya         | Földi Imre Sportcsarnok        | 1000             |
| Váci KSE          | Vác               | Városi Sportcsarnok            | 0620             |
| Telekom Veszprém  | Veszprém          | Veszprém Aréna                 | 5096             |

### Csapatok adatai
| Csapat       | Elnök               | Vezetőedző         | Mezgyártó | Főszponzor(ok)                                   |
| ------------ | ------------------- | ------------------ | --------- | ------------------------------------------------ |
| Balatonfüred | Csima László        | Csoknyai István    | Erima     | tippmix, Sennebogen, 77 Elektronika, Takarékbank |
| Budakalász   | Hajdu Gábor         | Forgács Gyula      | 2Rule     | tippmix                                          |
| Csurgó       | Varga János         | Bencze József      | hummel    | tippmix, PriMont, MenDan****                     |
| Dabas        | Prohászka Csaba     | Tomori Győző       | hummel    | tippmix, OBO, Volvo Galéria                      |
| SBS-Eger     | Szabó Róbert        | Tóth Edmond        | hummel    | tippmix, SBS, Apollo Tyres                       |
| Ferencváros  | Kubatov Gábor       | Horváth Attila     | Nike      | tippmix, Lidl                                    |
| Gyöngyös     | Marczin Zsolt       | Konkoly Csaba      | hummel    | B. Braun, tippmix, HE-DO                         |
| Komlói BSK   | Szigeti Szabolcs    | Klivinger Bálint   | Zeus      | tippmix, Sport36 Komló                           |
| Mezőkövesd   | Rapi Róbert         | Buday Dániel       | hummel    | tippmixPro, Mezőkövesd                           |
| Orosháza     | Vájer Tamás         | Bakó Botond        | Kappa     | tippmix, Linamar                                 |
| Szeged       | Szögi Nándor        | Juan Carlos Pastor | adidas    | MOL, tippmix, Pick Szeged Zrt., OTP Bank         |
| Tatabánya    | Marosi László       | Vladan Matić       | Jako      | tippmix, Grundfos                                |
| Vác          | Dr. Attila Schoffer | Skaliczki László   | adidas    | tippmix, CBA Príma                               |
| Veszprém     | Szabó János         | David Davis        | hummel    | Veszprém, Telekom, tippmix, Euroaszfalt          |

### Csapatok száma megyénkénti bontásban
| # | Megye | Megye                      | Csapatok száma | Csapat(ok)                            |
| - | ----- | -------------------------- | -------------- | ------------------------------------- |
| 1 |       | Pest megye                 | 3              | Budakalász KC, Dabas VSE KC, Váci KSE |
| 2 |       | Heves megye                | 2              | SBS-Eger, Gyöngyösi KK                |
| 2 |       | Veszprém megye             | 2              | Balatonfüredi KSE, Telekom Veszprém   |
| 4 |       | Baranya megye              | 1              | Komlói BSK                            |
| 4 |       | Békés megye                | 1              | Orosházi FKSE                         |
| 4 |       | Borsod-Abaúj-Zemplén megye | 1              | Mezőkövesdi KC                        |
| 4 |       | Budapest                   | 1              | Ferencvárosi TC                       |
| 4 |       | Csongrád megye             | 1              | MOL-Pick Szeged                       |
| 4 |       | Komárom-Esztergom megye    | 1              | Tatabánya KC                          |
| 4 |       | Somogy megye               | 1              | Csurgói KK                            |

## Alapszakasz

### Tabella
| #   | Csapat            | M  | GY | D | V  | G+ – G– | GK   | P  | Megjegyzések |
| --- | ----------------- | -- | -- | - | -- | ------- | ---- | -- | ------------ |
| 1.  | MOL-Pick Szeged   | 14 | 13 | 0 | 1  | 512–343 | +169 | 26 |              |
| 2.  | Telekom Veszprém  | 13 | 13 | 0 | 0  | 467–324 | +143 | 26 |              |
| 3.  | Tatabánya KC      | 13 | 9  | 0 | 4  | 371–331 | +40  | 18 |              |
| 4.  | Ferencvárosi TC   | 13 | 8  | 0 | 5  | 364–361 | +3   | 16 |              |
| 5.  | Gyöngyösi KK      | 13 | 7  | 1 | 5  | 388–363 | +25  | 15 |              |
| 6.  | Balatonfüredi KSE | 13 | 7  | 1 | 5  | 367–359 | +8   | 15 |              |
| 7.  | Csurgói KK        | 13 | 7  | 1 | 5  | 322–328 | −6   | 15 |              |
| 8.  | Komlói BSK        | 13 | 6  | 2 | 5  | 343–345 | −2   | 14 |              |
| 9.  | DVTK-Eger         | 13 | 5  | 1 | 7  | 352–396 | −44  | 11 |              |
| 10. | Dabas VSE KC      | 14 | 4  | 1 | 9  | 350–409 | −59  | 9  |              |
| 11. | Mezőkövesdi KC    | 13 | 2  | 4 | 7  | 314–375 | −61  | 8  |              |
| 12. | Budakalász KC     | 13 | 2  | 1 | 10 | 329–373 | −44  | 5  |              |
| 13. | Orosházi FKSE     | 13 | 2  | 1 | 10 | 324–381 | −57  | 5  |              |
| 14. | Váci KSE          | 13 | 0  | 1 | 12 | 299–414 | −115 | 1  |              |

Forrás: https://keziszovetseg.hu/v2h/013/002/p_002.asp?p_verseny_kod_al=139&p_verseny_kod_evad_al=6&p_kezilabda__evad_kod=6&p_fo_cim=NB%20I%20f%E9rfi%20feln%F5tt-Alapszakasz 
A rangsorolás alapszabályai: 1. összpontszám, 2. egymás elleni eredmények összpontszáma, 3. egymás elleni eredmények gólkülönbsége, 4. egymás elleni eredmények szerzett góljainak száma, 5. gólkülönbség, 6. szerzett gólok száma.
(B): Bajnokcsapat, (K): Kieső csapat, (F): Feljutó csapat, (I): Kupainduló, (R): A rájátszás győztese, (KGY): Kupagyőztes